# Annette Du Plooy
Annette du Plooy, z domu Van Zyl (ur. 25 września 1943 w Pretorii) – południowoafrykańska tenisistka. Zwyciężczyni wielkoszlemowego turnieju French Championships w 1966 roku (obecnie French Open) w grze mieszanej, finalistka tego samego turnieju rok później w grze podwójnej. Czołowa zawodniczka lat sześćdziesiątych dwudziestego wieku.

## Kariera tenisowa
W oficjalnych turniejach występowała od 1962 roku. Pierwszy seniorski turniej wygrała w Rzymie w maju 1965 roku. Triumfowała wówczas w grze podwójnej w parze z Madonną Schacht. Miesiąc później zwyciężyła w grze pojedynczej w Londynie, ogrywając Christine Truman 6:3, 4:6, 6:4.
W 1966 roku odniosła największy sukces w karierze, wygrywając wielkoszlemowy French Championships w grze mieszanej. Wspólnie z Frew McMillanem pokonała w meczu finałowym parę Ann Haydon-Jones–Clark Graebner 1:6, 6:3, 6:2. Rok później doszła do finału French Championships w grze podwójnej. W parze z Pat Walkden odprawiła w ćwierćfinale amerykański duet Rosie Casals i Billie Jean King 6:2, 6:4. W meczu mistrzowskim nie sprostały jednak Françoise Durr i Gail Sherriff, przegrywając 2:6, 2:6. W grze pojedynczej w czwartej rundy pokonała Judy Tegart 6:3, 6:1, a w ćwierćfinale odprawiła liderkę kobiecych rozgrywek tenisowych Billie Jean King 6:2, 5:7, 6:4. W walce o finał uległa jednak Lesley Turner 1:6, 4:6.
W sierpniu 1968 roku podczas turnieju w Hamburgu doszła do finałów wszystkich trzech konkurencji, wygrywając każdy z nich. W grze pojedynczej pokonała Judy Tegart 6:1, 7:5, w deblu u boku Pat Walkden ograły Winnie Shaw i Judy Tegart 6:3, 7:5, a w grze mieszanej wspólnie z Frew McMillanem wygrała ze swoją deblową partnerką Pat Walkden i Malcolmem Andersonem 6:1, 12:10. Po potrójną koronę sięgnęła również tydzień później w Kitzbühel. W singlu wygrała z Erzsébet Polgár 6:1, 6:0, w grze podwójnej w parze z Nell Truman pokonała duet Jauss–Schönberger 6:3, 6:1, a w mikście z Robertem Wilsonem – parę Helen Amos i Herb Fitzgibbon 6:3, 6:4.
Wygrała w sumie siedem turniejów w grze pojedynczej oraz dwanaście w deblu, w tym w Erze Open odpowiednio cztery i siedem.
W rozgrywkach Pucharu Federacji występowała w latach 1964–1968 oraz w 1976 roku. Wygrała dwanaście meczów, przegrała siedem.
Po zakończeniu kariery zawodowej zajęła się trenowaniem młodzieży oraz popularyzacją tenisa w Południowej Afryce. W 2017 roku została dyrektorem juniorskiego turnieju ITF w Brooklyn Union Tennis Club.

## Życie prywatne
Van Zyl 20 kwietnia 1968 roku w Pretorii poślubiła Jana Du Plooy. Jej wnuki również grają w tenisa. Podziwia Rafaela Nadala i Mariję Szarapową.

## Historia występów wielkoszlemowych
Legenda
     W, wygrany turniej
     F, przegrana w finale
     SF, przegrana w półfinale
     QF, przegrana w ćwierćfinale
     xR, przegrana w x rundzie
      A, brak startu
     NH, turniej się nie odbył
     Początek Ery Open

### Występy w grze pojedynczej
| Australian Open        | A | A  | A  | SF | A  | A  | A |    | A | A  | koniec kariery | A  | A  | 0 / 1 (0 / 0)  | 4 – 1 (0 – 0)   |  |  |  |  |  |  |  |  |  |  |  |  |  |  |  |  |  |  |  |  |  |  |
| French Open            | A | 4R | 4R | QF | QF | SF |   | SF | A | A  | koniec kariery | A  | A  | 0 / 6 (0 / 1)  | 19 – 6 (4 – 1)  |  |  |  |  |  |  |  |  |  |  |  |  |  |  |  |  |  |  |  |  |  |  |
| Wimbledon              | A | 3R | 2R | A  | QF | 4R |   | 2R | A | 2R | koniec kariery | A  | 2R | 0 / 7 (0 / 3)  | 8 – 7 (1 – 3)   |  |  |  |  |  |  |  |  |  |  |  |  |  |  |  |  |  |  |  |  |  |  |
| US Open                | A | 1R | 3R | A  | A  | QF |   | A  | A | A  | koniec kariery | A  | 2R | 0 / 4 (0 / 1)  | 5 – 4 (0 – 1)   |  |  |  |  |  |  |  |  |  |  |  |  |  |  |  |  |  |  |  |  |  |  |
|                        |   |    |    |    |    |    |   |    |   |    |                |    |    |                |                 |  |  |  |  |  |  |  |  |  |  |  |  |  |  |  |  |  |  |  |  |  |  |
| Ranking na koniec roku |   |    |    | 6  | 6  |    | 9 | 9  |   |    |                | 69 | 60 | 0 / 18 (0 / 5) | 36 – 18 (5 – 5) |  |  |  |  |  |  |  |  |  |  |  |  |  |  |  |  |  |  |  |  |  |  |

### Występy w grze podwójnej
| Australian Open        | A                           | A                           | A                           | QF                          | A                           | A                           | A                           |                             | A                           | A                           | koniec kariery              | A                           | A                           | 0 / 1 (0 / 0)  | 2 – 1 (0 – 0)   |  |  |  |  |  |  |  |  |  |  |  |  |  |  |  |  |  |  |  |  |  |  |
| French Open            | A                           | SF                          | 3R                          | SF                          | SF                          | F                           |                             | SF                          | A                           | A                           | koniec kariery              | A                           | A                           | 0 / 6 (0 / 1)  | 17 – 6 (3 – 1)  |  |  |  |  |  |  |  |  |  |  |  |  |  |  |  |  |  |  |  |  |  |  |
| Wimbledon              | A                           | QF                          | 1R                          | A                           | 2R                          | 1R                          |                             | 2R                          | A                           | 3R                          | koniec kariery              | A                           | 3R                          | 0 / 7 (0 / 3)  | 5 – 7 (2 – 3)   |  |  |  |  |  |  |  |  |  |  |  |  |  |  |  |  |  |  |  |  |  |  |
| US Open                | A                           | A                           | A                           | A                           | A                           | SF                          |                             | A                           | A                           | A                           | koniec kariery              | A                           | 1R                          | 0 / 2 (0 / 1)  | 4 – 2 (0 – 1)   |  |  |  |  |  |  |  |  |  |  |  |  |  |  |  |  |  |  |  |  |  |  |
|                        |                             |                             |                             |                             |                             |                             |                             |                             |                             |                             |                             |                             |                             |                |                 |  |  |  |  |  |  |  |  |  |  |  |  |  |  |  |  |  |  |  |  |  |  |
| Ranking na koniec roku | Ranking nie był publikowany | Ranking nie był publikowany | Ranking nie był publikowany | Ranking nie był publikowany | Ranking nie był publikowany | Ranking nie był publikowany | Ranking nie był publikowany | Ranking nie był publikowany | Ranking nie był publikowany | Ranking nie był publikowany | Ranking nie był publikowany | Ranking nie był publikowany | Ranking nie był publikowany | 0 – 16 (0 – 5) | 28 – 16 (5 – 5) |  |  |  |  |  |  |  |  |  |  |  |  |  |  |  |  |  |  |  |  |  |  |

### Występy w grze mieszanej
| Australian Open | A | A  | A  | 3R | A  | A  | A |    | A | Turniej nie był rozgrywany | Turniej nie był rozgrywany | Turniej nie był rozgrywany | Turniej nie był rozgrywany | 0 / 1 (0 / 0)  | 1 – 1 (0 – 0)   |  |  |  |  |  |  |  |  |  |  |  |  |  |  |  |  |  |  |  |  |
| French Open     | A | QF | 3R | QF | W  | SF |   | SF | A | A                          | koniec kariery             | A                          | A                          | 1 / 6 (0 / 1)  | 18 – 5 (2 – 1)  |  |  |  |  |  |  |  |  |  |  |  |  |  |  |  |  |  |  |  |  |
| Wimbledon       | A | 3R | 4R | A  | SF | SF |   | QF | A | 3R                         | koniec kariery             | A                          | A                          | 0 / 6 (0 / 2)  | 15 – 6 (5 – 2)  |  |  |  |  |  |  |  |  |  |  |  |  |  |  |  |  |  |  |  |  |
| US Open         | A | A  | A  | A  | A  | A  |   | A  | A | A                          | koniec kariery             | A                          | A                          | 0 / 0          | 0 – 0           |  |  |  |  |  |  |  |  |  |  |  |  |  |  |  |  |  |  |  |  |
|                 |   |    |    |    |    |    |   |    |   |                            |                            |                            |                            |                |                 |  |  |  |  |  |  |  |  |  |  |  |  |  |  |  |  |  |  |  |  |
|                 |   |    |    |    |    |    |   |    |   |                            |                            |                            |                            | 1 / 13 (0 / 3) | 32 – 12 (7 – 3) |  |  |  |  |  |  |  |  |  |  |  |  |  |  |  |  |  |  |  |  |

## Finały turniejów WTA
| Legenda                | Legenda |
| ---------------------- | ------- |
| Wielki Szlem           |         |
| Igrzyska olimpijskie   |         |
| WTA Tour Championships |         |
| 1971 – 1987            |         |
| Virginia Slims Circuit |         |
| Grand Prix Series      |         |
| Colgate Series         |         |

### Gra pojedyncza 10 (7–3)

#### Przed Erą Open 5 (3–2)
| Końcowy wynik | Nr | Data            | Turniej   | Nawierzchnia | Przeciwniczka    | Wynik finału  |
| ------------- | -- | --------------- | --------- | ------------ | ---------------- | ------------- |
| Zwyciężczyni  | 1. | 20 czerwca 1965 | Londyn    | Trawiasta    | Christine Truman | 6:3, 4:6, 6:4 |
| Finalistka    | 1. | 8 maja 1966     | Rzym      | Ceglana      | Ann Haydon-Jones | 6:8, 1:6      |
| Finalistka    | 2. | 16 lipca 1966   | Hoylake   | Trawiasta    | Margaret Smith   | 6:3, 1:6, 4:6 |
| Zwyciężczyni  | 2. | 24 lipca 1966   | Hilversum | Ceglana      | Trudy Groenman   | 6:3, 6:1      |
| Zwyciężczyni  | 3. | 23 lipca 1967   | Gstaad    | Ceglana      | Jan Lehane       | 6:1, 3:6, 6:3 |

#### W Erze Open 5 (4–1)
| Końcowy wynik | Nr | Data             | Turniej      | Nawierzchnia | Przeciwniczka    | Wynik finału  |
| ------------- | -- | ---------------- | ------------ | ------------ | ---------------- | ------------- |
| Zwyciężczyni  | 1. | 21 lipca 1968    | Gstaad       | Ceglana      | Julie Heldman    | 6:0, 6:1      |
| Zwyciężczyni  | 2. | 11 sierpnia 1968 | Hamburg      | Ceglana      | Judy Tegart      | 6:1, 7:5      |
| Zwyciężczyni  | 3. | 20 sierpnia 1968 | Kitzbühel    | Ceglana      | Erzsébet Polgár  | 6:1, 6:0      |
| Finalistka    | 1. | 20 kwietnia 1969 | Durban       | Twarda       | Billie Jean King | 4:6, 1:6      |
| Zwyciężczyni  | 4. | 2 grudnia 1975   | Johannesburg | Twarda       | Brigitte Cuypers | 6:3, 3:6, 6:4 |

### Gra podwójna 28 (15–13)

#### Przed Erą Open 14 (7–7)
| Końcowy wynik | Nr | Data             | Turniej      | Nawierzchnia | Partnerka               | Przeciwniczki                             | Wynik finału    |
| ------------- | -- | ---------------- | ------------ | ------------ | ----------------------- | ----------------------------------------- | --------------- |
| Finalistka    | 1. | 28 lipca 1963    | Hilversum    | Ceglana      | Margaret Hunt           | Renee Schuurman Lesley Turner             | 5:7, 6:4, 2:6   |
| Zwyciężczyni  | 1. | 4 sierpnia 1963  | Baden-Baden  | Ceglana      | Margaret Hunt           | Norma Baylon Helga Schultze               | 4:6, 6:3, 6:3   |
| Finalistka    | 2. | 19 lipca 1964    | Gstaad       | Ceglana      | Roberta Beltrame        | Margaret Smith Lesley Turner              | 4:6, 1:6        |
| Finalistka    | 3. | 26 lipca 1964    | Hilversum    | Ceglana      | Norma Baylon            | Margaret Smith Lesley Turner              | 2:6, 2:6        |
| Zwyciężczyni  | 2. | 11 maja 1965     | Rzym         | Ceglana      | Madonna Schacht         | Sylvana Lazzarino Lea Pericoli            | 2:6, 6:2, 12:10 |
| Finalistka    | 4. | 1 sierpnia 1965  | Baden-Baden  | Ceglana      | Heide Schildknecht Orth | Margaret Smith Lesley Turner              | 3:6, 2:6        |
| Zwyciężczyni  | 3. | 10 kwietnia 1966 | Johannesburg | Twarda       | Margaret Smith          | Carole Caldwell Graebner Billie Jean King | 6:4, 6:4        |
| Zwyciężczyni  | 4. | 8 maja 1966      | Rzym         | Ceglana      | Norma Baylon            | Ann Haydon-Jones Elizabeth Starkie        | 6:3, 1:6, 6:2   |
| Finalistka    | 5. | 16 lipca 1966    | Hoylake      | Trawiasta    | Norma Baylon            | Ann Haydon-Jones Margaret Smith           | 6:3, 1:6, 4:6   |
| Zwyciężczyni  | 5. | 24 lipca 1966    | Hilversum    | Ceglana      | Elly Krocke             | Gail Sherriff Betty Stöve                 | 6:3, 2:6, 6:1   |
| Zwyciężczyni  | 6. | 1 sierpnia 1966  | Baden-Baden  | Ceglana      | Norma Baylon            | Edda Buding Helga Schultze                | 4:6, 6:4, 6:4   |
| Finalistka    | 6. | 9 sierpnia 1966  | Hamburg      | Ceglana      | Norma Baylon            | Maria Bueno Margaret Smith                | 2:6, 1:6        |
| Finalistka    | 7. | 3 czerwca 1967   | French Open  | Ceglana      | Pat Walkden             | Françoise Durr Gail Sherriff              | 2:6, 2:6        |
| Zwyciężczyni  | 7. | 14 kwietnia 1968 | Johannesburg | Twarda       | Pat Walkden             | Margaret Smith Court Virginia Wade        | 0:6, 6:4, 7:5   |

#### W Erze Open 14 (8–6)
| Końcowy wynik | Nr | Data                 | Turniej            | Nawierzchnia    | Partnerka            | Przeciwniczki                      | Wynik finału                 |
| ------------- | -- | -------------------- | ------------------ | --------------- | -------------------- | ---------------------------------- | ---------------------------- |
| Finalistka    | 1. | 27 kwietnia 1968     | Bournemouth        | Ceglana         | Fay Toyne            | Christine Truman-Janes Nell Truman | 4:6, 3:6                     |
| Zwyciężczyni  | 1. | 5 maja 1968          | Hurlingham, Londyn | Ceglana         | Pat Walkden          | Margaret Smith Court Virginia Wade | nie rozegrano, tytuł wspólny |
| Finalistka    | 2. | 19 maja 1968         | Rzym               | Ceglana         | Pat Walkden          | Margaret Smith Court Virginia Wade | 2:6, 5:7                     |
| Zwyciężczyni  | 2. | 16 czerwca 1968      | Lugano             | Ceglana         | Lesley Turner Bowrey | Edda Buding Helga Niessen          | 6:4, 6:3                     |
| Zwyciężczyni  | 3. | 21 lipca 1968        | Gstaad             | Ceglana         | Rosie Darmon         | Helen Amos Elena Subirats          | 6:1, 6:3                     |
| Zwyciężczyni  | 4. | 28 lipca 1968        | Hilversum          | Ceglana         | Pat Walkden          | Astrid Suurbeek Judy Tegart        | 6:2, 3:6, 6:3                |
| Zwyciężczyni  | 5. | 11 sierpnia 1968     | Hamburg            | Ceglana         | Pat Walkden          | Winnie Shaw Judy Tegart            | 6:3, 7:5                     |
| Zwyciężczyni  | 6. | 20 sierpnia 1968     | Kitzbühel          | Ceglana         | Nell Truman          | Jauss Schönberger                  | 6:3, 6:1                     |
| Finalistka    | 3. | 20 kwietnia 1969     | Durban             | Twarda          | Pat Walkden          | Rosie Casals Billie Jean King      | 3:6, 6:1, 2:6                |
| Finalistka    | 4. | 25 października 1969 | Stalybridge        | Dywanowa (hala) | Joyce Barclay        | Ann Haydon-Jones Virginia Wade     | 3:6, 3:6                     |
| Finalistka    | 5. | 15 listopada 1969    | Londyn             | Dywanowa (hala) | Joyce Barclay        | Ann Haydon-Jones Virginia Wade     | 5:7, 6:3, 2:6                |
| Zwyciężczyni  | 7. | 31 sierpnia 1970     | Kitzbühel          | Ceglana         | Brenda Kirk          | Helga Niessen Masthoff Winnie Shaw | 6:4, 5:7, 6:3                |
| Zwyciężczyni  | 8. | 12 czerwca 1976      | Beckenham          | Trawiasta       | Brigitte Cuypers     | Natalja Czmyriowa Olga Morozowa    | 9:7, 6:4                     |
| Finalistka    | 6. | 11 lipca 1976        | Gstaad             | Ceglana         | Brigitte Cuypers     | Betsy Nagelsen Wendy Turnbull      | 4:6, 4:6                     |

### Gra mieszana 9 (8–1)

#### Przed Erą Open 5 (4–1)
| Końcowy wynik | Nr | Data             | Turniej              | Nawierzchnia | Partner       | Przeciwnicy                     | Wynik finału  |
| ------------- | -- | ---------------- | -------------------- | ------------ | ------------- | ------------------------------- | ------------- |
| Finalistka    | 1. | 11 sierpnia 1964 | Hamburg              | Ceglana      | Thomaz Koch   | Helga Schultze Nikola Pilić     | 6:3, 2:6, 1:6 |
| Zwyciężczyni  | 1. | 25 lipca 1965    | Hilversum            | Ceglana      | Frew McMillan | Brak danych                     | Brak danych   |
| Zwycięzca     | 2. | 5 czerwca 1966   | French Championships | Ceglana      | Frew McMillan | Ann Haydon-Jones Clark Graebner | 1:6, 6:3, 6:2 |
| Zwyciężczyni  | 3. | 24 lipca 1966    | Hilversum            | Ceglana      | Frew McMillan | Brak danych                     | Brak danych   |
| Zwyciężczyni  | 4. | 1 sierpnia 1966  | Baden-Baden          | Ceglana      | Frew McMillan | Norma Baylon Nikola Pilić       | 6:3, 6:2      |

#### W Erze Open 4 (4–0)
| Końcowy wynik | Nr | Data             | Turniej   | Nawierzchnia | Partner       | Przeciwnicy                    | Wynik finału                      |
| ------------- | -- | ---------------- | --------- | ------------ | ------------- | ------------------------------ | --------------------------------- |
| Zwyciężczyni  | 1. | 28 lipca 1968    | Hilversum | Ceglana      | Robert Maud   | Margaret Smith Court Tom Okker | 6:3, 7:5                          |
| Zwyciężczyni  | 2. | 11 sierpnia 1968 | Hamburg   | Ceglana      | Frew McMillan | Pat Walkden Malcolm Anderson   | 6:1, 12:10                        |
| Zwyciężczyni  | 3. | 20 sierpnia 1968 | Kitzbühel | Ceglana      | Robert Wilson | Helen Amos Herb Fitzgibbon     | 6:3, 6:4                          |
| Zwyciężczyni  | 4. | 13 czerwca 1970  | Beckenham | Trawiasta    | Frew McMillan | Evonne Goolagong Bob Giltinan  | tytuł wspólny, mecz nie odbył się |